# Lida van der Anker-Doedens
Alida Geertruida „Lida“ van der Anker-Doedens (* 28. Juli 1922 in Rolde; † 1. April 2014 in Haarlem) war eine niederländische Kanutin.

## Karriere
Lida van der Anker-Doedens nahm 1948 in London an den Olympischen Spielen teil, nachdem erstmals auch ein Wettkampf für Frauen im Rahmen der olympischen Kanuwettbewerbe ausgetragen wurde. Dieser wurde im Einer-Kajak über 500 Meter bestritten und begann mit zwei Halbfinalläufen. Van der Anker-Doedens belegte in ihrem Halbfinallauf den zweiten Rang hinter der Dänin Karen Hoff, womit sie sich für den Endlauf qualifizierte. In einer Rennzeit von 2:32,8 Minuten schloss sie diesen ebenfalls auf dem zweiten Platz hinter Hoff ab, sodass sie die Silbermedaille gewann. Den dritten Platz belegte Fritzi Schwingl aus Österreich, die nur eine Zehntel Sekunde hinter van der Anker-Doedens die Ziellinie überquert hatte.
Die Weltmeisterschaften im Jahr 1950 in Kopenhagen beendete sie im Einer-Kajak über 500 Meter auf dem fünften Platz, im Zweier-Kajak wurde sie über dieselbe Distanz Achte. Bei den Olympischen Spielen 1952 in Helsinki trat sie erneut auf der 500-Meter-Strecke an, verpasste dieses Mal jedoch einen Medaillengewinn knapp. Nachdem sie den Endlauf nach einem Sieg in ihrem Halbfinale erreicht hatte, kam sie in diesem mit einer Rennzeit von 2:22,3 Minuten nicht über den vierten Rang hinaus. Ihr Rückstand auf die drittplatzierte Nina Sawina aus der Sowjetunion betrug lediglich 0,7 Sekunden.